# Георги Аврамов (партизанин)
Вижте пояснителната страница за други личности с името Георги Аврамов.
Геòрги Стèфанов Аврàмов (бай Пешо) е деец на Българската комунистическа партия (БКП).

## Биография
Георги Аврамов е роден на 20 април 1901 г. в село Мокрен. Още като ученик се включва в младежкото социалистическо движение. След Първата световна война става член на БКП. Един от основателите е на партийната организация в родното си село. През 1919 – 1925 г. той е учител; уволнен е за революционна дейност. През 1927 – 1929 г. следва лесовъдство в град Бърно, тогава в Чехословакия, откъдето е екстерниран за политическа дейност и завършва в София. Участвува в учредяването на Българския общ народен студентски съюз (БОНСС) (1930 г.) и в неговата дейност и борби. След завършване на висшето си образование работи в Кюстендилско, Девинско, Пловдивско и едновременно е партиен функционер. През 1933 – 1935 г. е секретар на Разложкия околийски комитет на БКП, а през 1935 – 1937 г. – на Софийския градски комитет на БКП. През 1936 – 1937 г. е член на Централния комитет на БКП. През 1937 г. е осъден по Закона за защита на държавата (ЗЗД) за революционна дейност. През юли 1943 г. избягва от затвора и се включва в нелегалната борба. Пълномощник е на Софийския окръжен комитет на Българската работническа партия (комунисти) – БРП (к) в Трънския партиен район. От май 1944 г. до смъртта си е политкомисар на Първа Софийска въстаническа оперативна зона.).
Загива при изпълнение на бойна задача на 6 септември 1944 г. при село Преслап, Югославия (по други данни – при намиращото се на около 5 – 6 km североизточно от Преслап село Кална).